# Don Thompson
Donald James (Don) Thompson MBE (Hillingdon, Groot-Londen, 20 januari 1933 - Frimley, Surrey, 5 oktober 2006) was een Britse snelwandelaar, die gespecialiseerd was in de 50 km snelwandelen. Hij werd olympisch kampioen en meervoudig Brits kampioen in deze discipline. In totaal nam hij driemaal deel aan de Olympische Spelen en won hierbij één gouden medaille.

## Biografie
In 1956 won Thompson voor de eerste maal bij de Britse kampioenschappen het onderdeel 50 km snelwandelen. Dit onderdeel zou hij viermaal op rij winnen. Datzelfde jaar maakte hij zijn olympisch debuut op de Olympische Spelen van 1956 in Melbourne en eindigde hier op een tiende plaats in 4:22.40.
Vier jaar later, op de Olympische Spelen van 1960 in Rome, werd hij olympisch kampioen op de 50 km snelwandelen. Met een tijd van 4:25.30 versloeg hij de Zweed John Ljunggren (zilver; 4.25,30) en de Italiaan Abdon Pamich (brons; 4.27,55). Op de Europese kampioenschappen van 1952 in Bern veroverde hij een bronzen medaille op hetzelfde onderdeel. Zijn tijd van 4:29.01 werd met ruim tien minuten overtroffen door de Abdon Pamich, die ditmaal de Europese titel veroverde.
In 1990 liep Thompson, op 57-jarige leeftijd, zijn persoonlijk record op deze afstand en werd daarmee nummer vijf in het Verenigd Koninkrijk. Voorts behaalde hij in dat jaar een tweede plaats op de 100 mijl snelwandelen met een tijd van 19:58.29 uur.
Don Thompson was, naast de atletiek, aanvankelijk verzekeringsagent en werkte daarna als tuinman. Hij werd in 1970 benoemd tot Lid in de Orde van het Britse Rijk. Hij overleed op 73-jarige leeftijd aan aneurysma (bloedvatverwijding).
In zijn actieve tijd was Thompson aangesloten bij de Metropolitan Walking Club.

## Titels
- Olympisch kampioen 50 km snelwandelen - 1960
- Brits kampioen 50 km snelwandelen - 1956, 1957, 1958, 1959

## Palmares

### 50 km snelwandelen
- 1956: 10e OS - 4:22.40
- 1960:  OS - 4:25.30
- 1961:  Wereldbeker - 4:30.35
- 1962:  EK - 4:29.01
- 1964: DNF OS

1932: Thomas Green ·
1936: Harold Whitlock ·
1948: John Ljunggren ·
1952: Pino Dordoni ·
1956: Norman Read ·
1960: Don Thompson ·
1964: Abdon Pamich ·
1968: Christoph Höhne ·
1972: Bernd Kannenberg ·
1980: Hartwig Gauder ·
1984: Raúl González ·
1988: Vjatsjeslav Ivanenko ·
1992: Andrej Perlov ·
1996: Robert Korzeniowski ·
2000: Robert Korzeniowski ·
2004: Robert Korzeniowski ·
2008: Alex Schwazer ·
2012: Jared Tallent ·
2016: Matej Tóth ·
2020: Dawid Tomala